# Gmail
Gmail è un servizio gratuito non-libero di posta elettronica che si finanzia tramite pubblicità fornito da Google. È possibile accedervi via web o tramite applicazioni che usano i protocolli POP3, IMAP o le API Google.
È stato pubblicato il 1º aprile 2004 e solo il 7 luglio 2009, dopo oltre 5 anni di permanenza nello status di beta pubblica, è stato reso definitivo. Dispone di 15 GB di spazio gratuito (condiviso con tutti gli altri servizi offerti da Google all'utente), ulteriormente aumentabili con pacchetti a pagamento. La versione principale webmail è realizzata in AJAX, è tuttavia disponibile una versione HTML che non necessita di JavaScript.

## Storia
Il nome Gmail compare per la prima volta in Italia nel 2000 sul sito Sitomito, creato da Paul Buchheit, in riferimento al suo nome d'arte "G".

Logo celebrativo per il 5º anniversario

Quando Google annunciò Gmail il 1º aprile 2004 i più pensarono a un pesce d'aprile. Infatti Gmail era provvisto di alcune funzionalità, come 1 GB di spazio a disposizione, che all'epoca erano rivoluzionarie.
Dall'inizio la registrazione al servizio poteva avvenire solo su invito da parte di un altro utente che già utilizzava Gmail. Contestualmente a questa forma di iscrizione a numero chiuso erano sorti molti siti e forum che offrivano inviti "donati" da utenti. Il servizio nel 2005 ha visto ampliare gli inviti a 100 per indirizzo, anziché i 6 precedenti, inoltre essi sono rinnovati in continuazione in modo da avere sempre 50 inviti utilizzabili. Il 1º aprile 2005, in vista del primo anno di vita di Gmail, la casella di posta è stata ampliata a 2 GB e in continua crescita, a detta di Gmail, in maniera indefinita.
Dal 7 febbraio 2007 l'accesso al servizio è passato dal funzionamento su invito al sistema di registrazione tradizionale anche in Italia, mentre la versione americana lo consentiva da tempo (con una semplice richiesta tramite SMS). Permaneva lo stato di Beta testing.
Nel corso dell'autunno 2007 è iniziata una fase di rinnovo della webmail, oltre all'accelerazione del ritmo dell'aumento dello spazio, è avvenuta l'implementazione della possibilità di accedere via IMAP e l'aggiornamento dello script AJAX. Il 24 febbraio 2009 è avvenuta la prima grande interruzione mondiale. Dalle ore 12.30 (orario del Pacifico), fino a circa le 14.30 tutti i servizi sono stati interrotti. Nelle ore seguenti dal blog ufficiale di Google oltre alle scuse, è apparsa anche la motivazione del disservizio: un calcolo sbagliato circa le risorse del sistema.

Logo della fase Beta di Gmail

Nella notte, europea, tra il 7 e l'8 luglio 2009 il servizio Gmail è uscito dallo status di "beta", dopo praticamente 5 anni di permanenza in quella condizione.
Il 27 ottobre 2020, Gmail cambia nuovamente logo, adattandolo più allo stile di altre applicazioni di Google e di Google stesso.

## Funzionalità

### Memorizzazione
Originariamente Gmail prevedeva 1 GB di spazio di memorizzazione; il 1º aprile 2005, il primo anniversario di Gmail, il limite è stato raddoppiato a 2 GB. Georges Harik, direttore della gestione prodotto di Gmail, ha affermato che Google avrebbe "continuato a offrire più spazio di memorizzazione agli utenti per sempre".
Il 24 aprile 2012 Google ha annunciato l'aumento dello spazio di memorizzazione gratuito in Gmail da 7,5 GB a 10 GB ("in aumento") come parte del lancio di Google Drive.
Il 13 maggio 2013 Google ha annunciato la fusione generale dello spazio di memorizzazione tra Gmail, Google Drive e Google+ Foto, offrendo agli utenti 15 GB di spazio di memorizzazione gratuito suddiviso sui tre servizi.
Gli utenti possono acquistare spazio di memorizzazione aggiuntivo, condiviso tra Gmail, Google Drive e Google+ Foto, con un piano di sottoscrizione mensile. Dal 2015, lo spazio di memorizzazione fino a 15 GB è gratuito, mentre sono disponibili piani a pagamento con un massimo di 30 TB di spazio per uso personale.

### Gmail Mobile
Gmail Mobile è disponibile in più di 40 lingue. È un servizio gratuito, sviluppato per offrire accesso a Gmail da dispositivi portatili. Gmail Mobile offre molte delle funzionalità caratteristiche di Gmail in maniera efficace su schermi portatili di dimensioni più ridotte.
Il 22 settembre 2009 Google ha aggiunto il supporto push a Gmail utilizzando Google Sync per piattaforme iPhone e iPod touch.

### Integrazione del social network
Il 9 febbraio 2010 Google ha lanciato un nuovo strumento di social network, Google Buzz, che si integrava a Gmail consentendo agli utenti di condividere collegamenti e contenuto multimediale, oltre agli aggiornamenti di stato. Buzz è stato lanciato con un'adesione automatica provocando una protesta nella comunità di Gmail, portando Google ad annullare velocemente la mossa iniziale. Buzz è stato cessato nel dicembre 2011 a favore di Google+.
A partire da gennaio 2014 Gmail consente agli utenti di inviare email agli utenti che dispongono di account Google+, anche se non dispongono degli indirizzi email reciproci.

### Gmail Search

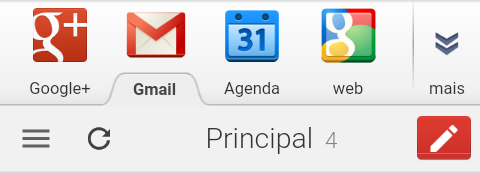

Gmail dispone di una barra di ricerca integrata per la ricerca di email. La barra di ricerca consente inoltre di ricercare tra contatti, file memorizzati in Google Drive, eventi da Google Calendar e Google Sites. Consente inoltre di effettuare ricerche sul Web tramite Google Search. Il 21 maggio 2012 Gmail ha migliorato la funzionalità di ricerca con l'utilizzo di previsioni per il completamento automatico, sfruttando le email degli utenti. Come per la ricerca sul Web, la funzionalità di ricerca di Gmail non consente la ricerca di frammenti di parole (conosciuta anche come 'ricerca di sottostringhe'), nonostante consenta di effettuare stemming su stringhe parziali (ad esempio, la ricerca di 'mese' restituirà un'email che include il termine 'mesi').

### Ricerca e organizzazione
- Gmail permette di effettuare delle ricerche tra le email utilizzando il pulsante "cerca mail" e consente di effettuare delle ricerche molto accurate.
  - L'operatore "contiene allegato" visualizza l'elenco delle email con un allegato.
  - L'operatore "nome del File:pdf" o "nome del File:doc" visualizza i messaggi con un allegato del tipo specificato.
  - "sent:" per i messaggi inviati.
  - Esiste anche l'operatore "language:italian", che permette di visualizzare i messaggi nella lingua specificata.
  - Vedere Google: centro assistenza per l'elenco completo degli operatori.
  - Gmail non permette di visualizzare la dimensione in byte dei messaggi e di ordinarli tramite questo parametro.
- Gmail permette di organizzare i messaggi con vari strumenti.
  - Grazie alla gestione per conversazioni (thread): un messaggio e le successive repliche (riconosciute dal titolo del messaggio stesso) sono raggruppate.
  - I messaggi possono essere organizzati tramite etichette.
  - Permette l'impostazione di filtri per organizzare automaticamente i messaggi in entrata, applicando etichette e smistandoli verso altri indirizzi automaticamente.
  - Inoltre è possibile segnalare un messaggio come "Speciale" (dandogli maggiore visibilità).
  - La funzione di "modalità riservata" ha lo scopo di proteggere i messaggi da una condivisione non autorizzata da parte del destinatario ed è possibile fissare una data di scadenza del messaggio o limitarne l'accesso[22].

### Interfaccia
Gmail usa AJAX (precisamente l'AjaXSLT framework), usa le funzioni avanzate dei browser tramite JavaScript e usa delle scorciatoie tramite tasti predefiniti.
Vi è una versione completamente HTML, priva dei vantaggi di JavaScript, che però risulta meno veloce della versione AJAX.

### Contatti
Gmail salva automaticamente i dettagli di un contatto quando un'email viene inviata a un destinatario sconosciuto. Se l'utente cambia, aggiunge o rimuove delle informazioni in un messaggio di posta elettronica come ad esempio il nome, durante la composizione di un messaggio, viene automaticamente aggiornata la rubrica, a meno che l'utente stia usando la versione base HTML. Quando un utente inizia a digitare nei campi A, CC o CCN viene visualizzato un elenco con i relativi contatti, con il loro nome e l'indirizzo principale di posta elettronica. Maggiori informazioni, tra cui indirizzi email alternativi, possono essere aggiunti alla pagina Contatti. Tali contatti possono anche essere aggiunti a un gruppo, il che rende più facile l'invio di posta elettronica a un gruppo di destinatari. Può essere aggiunta un'immagine ai contatti, che apparirà ogni volta che il mouse viene posizionato sopra il nome del contatto.
I contatti possono essere importati da Outlook, Eudora, Hotmail, Yahoo! Mail, Orkut e da qualsiasi altro elenco di contatti esportabile come file CSV. Gmail, inoltre, consente di esportare i contatti in formato CSV.

### Composizione
Un anno dopo il lancio di Gmail, è stato introdotto il Rich text format, che consente di definire le dimensioni dei caratteri, il colore e l'allineamento, come pure di inserire elenchi numerati o puntati.
Inoltre è presente una funzione di salvataggio automatico, un sistema per evitare la perdita di dati in caso di crash del browser o di altri errori. Durante la composizione di un messaggio, una copia di questo e degli allegati viene salvata automaticamente. I messaggi vengono salvati una volta al minuto, il tempo può però variare in base alla dimensione del messaggio. La dimensione massima degli allegati inviabili è di 25 megabytes; in caso di dimensioni superiori il programma creerà un link ai contenuti su Google Drive.
Gmail incoraggia il top-posting posizionando il cursore sopra il testo citato nelle risposte. Se i messaggi ricevuti rispettano questa struttura Gmail li visualizza mostrando solo il testo aggiunto e posizionandoli in modo cronologico.

### Sicurezza
Per un periodo di tempo Gmail ha utilizzato una connessione non crittografata per recuperare i dati degli utenti, crittografando solo la connessione utilizzata per la pagina di accesso. Tuttavia, sostituendo l'URL http://mail.google.com/mail/ con https://mail.google.com/mail/, gli utenti erano in grado di forzare Gmail a utilizzare una connessione sicura, riducendo il rischio di intercettazione delle informazioni sull'utente, come email e contatti, che sono trasmesse sotto forma di testo semplice come dati di JavaScript nel codice sorgente della pagina. A partire da luglio 2008 era possibile configurare Gmail per l'accesso esclusivamente via HTTPS attraverso le impostazioni, evitando qualsiasi accesso non sicuro tramite HTTP. L'accesso con POP3 e IMAP utilizza la tecnologia Transport Layer Security o TLS. Attualmente Gmail utilizza una connessione HTTPS sicura in maniera predefinita.
Nonostante i client di email come Mozilla Thunderbird utilizzino la tecnologia TLS durante l'invio di email, la stessa tecnologia non è utilizzata quando l'email è inviata dai server di Gmail ai mail exchanger del dominio destinatario, a meno che non sia supportata, quindi in alcuni passaggi il messaggio email dell'utente può venire comunque trasmesso sotto forma di testo semplice non crittografato.
Il 20 marzo 2014 Google ha annunciato l'implementazione di un potenziamento della sicurezza generale di Gmail in risposta alle rivelazioni sulla privacy di Edward Snowden del 2013. Verrà utilizzata una connessione HTTPS crittografata per l'invio e il ricevimento di tutte le email di Gmail e "ogni singolo messaggio email inviato o ricevuto, il 100% dei messaggi, viene crittografato durante il trasferimento interno" attraverso i sistemi aziendali.
Intorno al 2007, Gmail ha avuto importanti problemi di sicurezza che hanno permesso la compromissione completa di un account tramite le vulnerabilità di Cross-site scripting che interessavano la homepage di google.com o la diffusione di informazioni attraverso un file memorizzato sul server di Google che includeva tutti i contatti email dell'utente attualmente connesso. Il problema di vulnerabilità è stato velocemente risolto dopo la divulgazione iniziale su Internet.
Gmail offre filtri per lo spam: il sistema elimina automaticamente i messaggi contrassegnati come spam dopo 30 giorni. Per chi vuole ripristinare i messaggi eliminati, occorre chiedere aiuto al team di supporto di Gmail. Gli utenti possono disabilitare il sistema di filtraggio dello spam creando una regola per eludere il filtro anti spam per tutti i messaggi. Gli utenti POP3 possono solo controllare manualmente la cartella Spam tramite l'interfaccia Web, poiché è possibile recuperare tramite POP3 solo le email inviate a Posta in arrivo, un limite tecnico del POP3. Nel 2008, circa il 75% delle email inviate ad account Gmail è stato filtrato come spam.
Gli indirizzi IP degli utenti di Gmail che utilizzano l'interfaccia Web sono mascherati al fine di proteggerne la sicurezza, una decisione precoce di Paul Buchheit.
Gmail effettua automaticamente la scansione di tutte le email in arrivo e in uscita alla ricerca di virus negli allegati. Se viene trovato un virus in un allegato che il lettore sta cercando di aprire, Gmail cercherà di rimuovere tale virus e di aprire l'allegato ripulito. Gmail inoltre effettua la scansione di tutti gli allegati in uscita e impedirà l'invio del messaggio nel caso in cui sia stato trovato un virus. Gmail non consente agli utenti di inviare o ricevere file eseguibili o archivi che contengono file eseguibili.
Il 5 giugno 2012 è stata introdotta una nuova funzionalità al fine di proteggere gli utenti da attacchi sponsorizzati da uno stato. Ogni volta che l'analisi di Google indica che un governo ha tentato di compromettere un account, Gmail visualizzerà una notifica con il messaggio "Attenzione: si ritiene che degli attacchi sponsorizzati da uno stato stiano tentando di compromettere l'account o il computer".
Google ha la facoltà di terminare un account Gmail dopo nove mesi di inattività (a partire dal 2008). Altri servizi di Web mail hanno tempi diversi, spesso più ridotti, per indicare un account come non attivo. Yahoo! Mail disattiva gli account non utilizzati dopo dodici mesi.

#### Verifica a due passaggi
Gmail supporta la verifica a due passaggi, un tipo di autenticazione a due fattori. Dopo aver abilitato l'opzione, agli utenti è richiesto di verificare l'identità utilizzando un secondo metodo dopo aver immesso il nome utente e la password all'accesso con un nuovo computer. Solitamente, gli utenti immettono un codice a 6 caratteri inviato ai loro telefoni tramite messaggio di testo o chiamata vocale. Gli utenti possono inoltre configurare un'applicazione per dispositivi portatili compatibile, come Google Authenticator, al fine di generare codici, anche in assenza di servizio cellulare.
Il 21 ottobre 2014 Google ha annunciato l'integrazione del fattore U2F (Universal Second Factor) nel browser Chrome, che consentiva l'utilizzo di una chiave di sicurezza fisica per la verifica a due passaggi. Gli utenti possono scegliere la chiave di sicurezza U2F come metodo principale di verifica a due passaggi, anziché doversi affidare a codici di verifica inviati tramite SMS o generati sui propri telefoni. Paragonata ai codici a 6 caratteri, la chiave di sicurezza offre una protezione migliore contro il phishing ed elimina la necessità di un dispositivo portatile.

#### Blocco di 24 ore
Se un algoritmo rileva ciò che Google definisce "un utilizzo anomalo, sintomo che l'account potrebbe essere stato compromesso", l'account può essere bloccato automaticamente da 1 minuto a 24 ore, in base al tipo di attività rilevata. Un motivo elencato per un blocco può includere:
- "Ricezione, eliminazione o download di grandi quantità di messaggi tramite POP o IMAP in un breve periodo di tempo. Se si riceve il messaggio di errore 'Blocco nel settore 4', si dovrebbe essere in grado di accedere di nuovo all'email dopo 24 ore".[46]
- "Invio di un'elevata quantità di messaggi non recapitabili (messaggi che vengono rispediti al mittente)".[46]
- "Utilizzo di software per la condivisione o l'archiviazione dei file, estensioni del browser o software di terze parti che eseguono l'accesso automatico all'account".[46]
- "Diverse istanze aperte di Gmail".[46]
- "Problemi relativi al browser. Se nel tentativo di accedere alla casella di posta il browser esegue continuamente il caricamento, è possibile che il problema sia dovuto al browser. Pertanto può essere necessario svuotarne la cache ed eliminare i cookie".[46]

#### Pedopornografia su Gmail
Google combatte la pedopornografia utilizzando i server di Gmail congiuntamente al National Center for Missing & Exploited Children (NCMEC) per trovare bambini vittime di abusi nel mondo. In collaborazione con il NCMEC, Google crea un database di immagini pedopornografiche. A ciascuna immagine viene assegnato un valore numerico univoco conosciuto come hash. Google quindi esegue una scansione di Gmail alla ricerca degli hash univoci. Se vengono individuate immagini sospette Google lo riferisce alle autorità.

### Indirizzi
Gmail supporta indirizzi con il simbolo "+". I messaggi possono essere inviati a un indirizzo nel formato nomeutente+testo@gmail.com, dove testo può essere qualunque stringa e arrivano all'indirizzo nomeutente@gmail.com. Questo permette agli utenti di registrasi con alias differenti da servizi e filtrare facilmente i messaggi. Tuttavia molti servizi non supportano indirizzi con il simbolo "+".
Diversamente da altri provider come Yahoo e Hotmail, i server Gmail omettono l'indirizzo IP del mittente dall'intestazione dell'email. In questo modo, è difficile una localizzazione geografica del mittente. Molti client di posta elettronica (Outlook e via web, Yahoo, Gmail, Hotmail) offrono un'opzione per visualizzare l'indirizzo IP del sender, che è l'ultimo nell'elenco delle voci "received from". Ogni server, per il quale transita un'email, aggiunge un valore "received from", dove il primo di questi è il server Gmail.
Gmail permette agli utenti di aggiungere email di altri account da utilizzare come mittente dei messaggi in uscita. Un sistema di verifica viene eseguito per verificare che l'utente sia proprietario dell'indirizzo prima che venga aggiunto. Con lo stesso sistema può essere aggiunto un indirizzo con il "+" citato sopra. Gli indirizzi aggiunti possono essere impostati come predefiniti.
Quando si usa questa funzione, l'indirizzo appare nel campo "From:", l'account Gmail è facilmente visualizzabile, infatti viene aggiunto al campo "Sender:". Normalmente le risposte vengono indirizzate all'indirizzo indicato nel campo "From:", è però possibile che alcuni software visualizzino l'indirizzo "Sender:" e che inviino le risposte a quest'ultimo.
Dal 30 luglio 2009, in seguito alle numerose richieste degli utenti, è possibile impostare anche i server SMTP degli indirizzi aggiuntivi; in questo modo le mail vengono effettivamente inviate dai server degli altri account e nella sorgente della mail non c'è alcuna traccia dell'indirizzo Gmail.
È possibile impostare un "Reply-to:" per ogni indirizzo.
Gmail non riconosce i punti del nome utente, e li ignora Per questa ragione l'account nomeutente@gmail.com riceve anche le mail inviate a nome.utente@gmail.com, no.me.ut.en.te@gmail.com, ecc.. Anche questa funzione può essere sfruttata per filtrare i messaggi in entrata. Quando si accede all'account bisogna usare il nome utente indicato alla registrazione senza aggiungere o togliere punti. Questa funzione non è valida per gli account Gmail di Google Apps.
Funzionano anche gli indirizzi del dominio "googlemail.com" quindi l'account nomeutente@gmail.com, riceve anche le mail inviate all'indirizzo nomeutente@googlemail.com.

### Mail fetcher
Gmail ha anche una funzione chiamata Mail fetcher, che permette agli utenti di aggiungere 5 account POP3 dai quali Gmail scaricherà automaticamente i messaggi di posta elettronica. La configurazione è relativamente semplice e offre molte opzioni. Attualmente non vengono supportati account IMAP.

### Integrazione di altri prodotti
Google Talk, è un servizio di messaggistica istantanea, è accessibile tramite un'interfaccia Web integrata in Gmail, ma anche tramite un software che permette anche delle chiamate vocali. Vi sono altre versioni Web, come quella che si integra con la barra laterale dei browser. I messaggi vengono salvati nell'account Gmail nella cartella "Chats" e i messaggi inviati agli utenti non in linea e i messaggi audio vengono inviati via email.
Altri servizi integrati con Gmail sono:
- Google Calendar: quando si riceve un'email con una data, Gmail propone di aggiungere l'evento.
- Google Documenti: quando si ricevono email con allegati compatibili, viene proposto di aprirli tramite il servizio senza doverli scaricare.
- Picasa Web Albums: le immagini possono essere inviate direttamente tramite un account Gmail.
- Google Reader: si possono inviare i post direttamente tramite un account Gmail.
- Google Talk: si può chattare con altri utenti che hanno eseguito l'accesso al servizio di chat di Google (da terminale Android, da Google+..)
- Cerchie Google+: elenco delle cerchie create su Google+, dove si possono visualizzare le conversazioni (servizio terminato il 2 aprile 2019).
- Sincronizzazione rubrica Android: i contatti di Gmail vengono importati su un dispositivo Android associato a quell'account.

### Riconoscimento vocale
Gmail supporta nativamente il riconoscimento vocale, attivabile dall'icona a forma di microfono che appare in basso sul display dei dispositivi mobili quando si inizia a digitare il testo.

### Compatibilità
Gmail funziona su qualunque computer con uno dei seguenti browser: Internet Explorer 5.5+, Google Chrome, Mozilla Application Suite 1.4+, Firefox 0.8+, Safari 1.2.1+, K-Meleon 0.9+, Netscape 7.1+ e Opera 9+. Gmail funziona anche con AOL 9.0, vi sono però problemi con le versioni più recenti del browser. Anche se non ufficialmente, funziona anche Konqueror se si identifica come Firefox 1.5+.
Per avere le funzionalità avanzate della versione più recente è necessario Internet Explorer 7 o Firefox 2.0. La nuova versione permette di chattare su AIM, avere le etichette colorate, chattare in gruppi e simili funzioni.
In alcuni casi è necessario utilizzare l'interfaccia in lingua inglese per avere accesso alle ultime novità.
La versione "HTML" permette di accedere a utenti con: Internet Explorer 4.0+, Netscape 4.07+, Opera 6.03+ e utenti con JavaScript disattivo.
Gmail è disponibile anche in versione Java per cellulari e in una versione accessibile via WAP.
Funziona anche con PlayStation Portable e PlayStation 3, Nintendo Wii e Nintendo DS ma non ufficialmente.
Sono inoltre disponibili applicazioni per sistemi Symbian, Android e iOS, pubblicato da Google stesso, per la gestione della posta tramite smartphone.
Gmail è accessibile anche tramite client POP3/SMTP e IMAP.

### Lingue supportate
Gmail è disponibile in 40 lingue, la versione in inglese americano permette di avere delle funzioni più avanzate.
Le lingue disponibili sono:
arabo, bulgaro, catalano, croato, ceco, danese, olandese, estone, finlandese, francese, tedesco, greco, ebraico, hindi, ungherese, islandese, indonesiano, italiano, giapponese, coreano, lettone, lituano, polacco, portoghese, rumeno, serbo, cinese semplificato, slovacco, sloveno, spagnolo, svedese, tagalog, tailandese, cinese tradizionale, turco, inglese britannico, inglese americano, ucraino e vietnamita.

### Google Apps e marchio aziendale
Il 10 febbraio 2006 Google ha presentato "Gmail For Your Domain". Tutte le società che hanno partecipato ai beta test hanno avuto la possibilità di utilizzare Gmail con i propri domini. Da allora, Google ha sviluppato Google Apps, che include versioni personalizzabili di Google Calendar, Google Page Creator e altro. La gamma di edizioni disponibili lo rende un prodotto per grandi e piccole aziende.
Google Apps Partner Edition, un servizio destinato agli ISP (fornitori di servizi Internet) e ai portali, fornisce account Gmail personalizzabili in base al marchio aziendale, oltre ad altri servizi di Google (come Calendar e Documenti).

### Temi
A partire dal 19 novembre 2008 Gmail supporta l'utilizzo di temi. Attualmente ci sono 31 temi, che spaziano dai colori naturali a temi con disegni, immagini e sfondi.
Inoltre si possono creare temi personalizzati di vari colori o impostare quelli preesistenti sulla propria località (che siano città o piccoli paesini).

### Applicazioni
Google ha sviluppato una serie di applicazioni per aumentare le potenzialità di Gmail:
- Gmail Notifier: che verifica automaticamente l'arrivo di nuove email e imposta come client di posta elettronica Gmail, intercettando i link "mailto:" (non più supportato).
- Google Hangout (ex Google Talk): oltre a verificare l'arrivo di nuova posta è un client di messaggistica istantanea e di videoconferenza.
- Script Java per cellulari: permette di avere un accesso migliore a Gmail rispetto all'accesso via WAP .

### Server
Gmail viene eseguito su server Google GFE/1.3, con sistema operativo Linux
.

## Analisi

### Pregi
- Enorme diffusione a livello mondiale del dominio
- Tanti client di posta hanno la configurazione di un nuovo account che presenta GMail come servizio, facilitando l'esecuzione della procedura
- Possibilità di inviare e ricevere allegati fino a 25 MB
- Spazio di archiviazione a disposizione
- Disposizione delle mail "a discussione"
- Assenza di popup e limitata invadenza dei pochi messaggi pubblicitari solo testuali (che compaiono in una colonna sulla destra dei messaggi)
- Limitato uso di immagini (peraltro assenti nei messaggi pubblicitari) che rende l'interfaccia più leggera da caricare
- Possibilità di cambiare il tema predefinito e impostare quest'ultimo sulla propria città o cittadina

### Difetti
- L'account può essere bloccato per vari motivi come "unusual activity"[68] oppure inserendo una data di nascita che dimostra un'età inferiore a 13 anni[69]. La riattivazione è possibile via Web o via fax, fornendo copie di documenti in corso di validità[70] oppure tramite un pagamento via carta di credito di 30 centesimi di dollaro. I metodi gratuiti necessitano dell'interazione di persone fisiche e possono richiedere fino a un paio di settimane per andare a buon fine[69], rendendo il pagamento via carta di credito l'unico metodo di riattivazione in tempo reale. L'intestatario deve essere obbligatoriamente una persona fisica e, nel caso l'account sia collegato a un'associazione o a un sito internet, questa non potrà mai essere sostituita
- messaggi bozze. Se si eliminano accidentalmente messaggi archiviati nella cartella bozze, essi sono definitivamente perduti in quanto non vanno nel cestino. Rimedi: usare degli add-on disponibili in rete, auto inviarsi i messaggi bozza, usare un client di posta
- blocco spam. Se un messaggio è stato etichettato spam dal sistema non è possibile riattivare gli eventuali contenuti attivi (ad esempio immagini, collegamenti ipertestuali) qualora l'utente ne avesse, consapevolmente, bisogno. Il blocco rimane anche spostando il messaggio in posta arrivata. Rimedi: eseguire lo sblocco del messaggio in un client di posta
- salvataggio automatico indirizzi non in rubrica. Quando si invia un messaggio ad un indirizzo non presente in rubrica, questo è automaticamente memorizzato e proposto, come contatto suggerito, anche in altre app Google. Il problema è che l'utente non ha alcun controllo della funzione nel senso che non è possibile disabilitarla, eliminare questi contatti, ecc. Rimedio: si potrebbe inserire manualmente in rubrica il contatto ma, una volta che lo si eliminasse, ricomparirebbe come proposto. Soluzione drastica: eliminare il messaggio inviato

## La tutela della privacy
Le policy di Google riguardo al trattamento dei dati hanno sollevato non poche perplessità, in parte superate da successivi miglioramenti da parte della società statunitense.
Vi è la possibilità che l'eliminazione dei messaggi dalla propria casella Gmail non comporti la contestuale cancellazione fisica di tali messaggi dal server: i messaggi "eliminati" non sono più visibili all'utente e nelle pagine di informazioni sul servizio, ma Google si impegna a sforzarsi di rimuovere dai propri sistemi le relative informazioni «in tempi realistici» e «entro un massimo di 60 giorni».

## Riconoscimenti
Gmail è stato classificato al secondo posto del "100 migliori prodotti del 2005" del magazine PC World, dietro Mozilla Firefox.
Gmail ha anche ricevuto una "Menzione d'onore" del "Bottom Line Design Awards 2005".

## Dispute sul marchio

### Germania

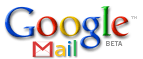
Logo per la Germania, l'Austria e il Regno Unito

Il 4 luglio 2005 Google ha annunciato che Gmail Deutschland verrà rinominato in Google Mail. Tramite la localizzazione dell'indirizzo IP del visitatore, se viene stabilito che l'utente si collega dalla Germania viene reindirizzata sul dominio googlemail.com, gli utenti avranno così un indirizzo con questo dominio. Gli utenti tedeschi che desiderano un indirizzo gmail.com devono usare un proxy. Gli utenti registrati prima del cambiamento continuano ad avere accesso al vecchio indirizzo.
La disputa sul marchio in Germania è tra Google e Daniel Giersch. Daniel Giersch è proprietario di una ditta chiamata "G-Mail" che fornisce servizi di stampa di posta elettronica, che vengono inviati tramite posta ordinaria ai clienti. Il 30 gennaio 2007, l'Ufficio per l'armonizzazione nel mercato interno ha dato ragione a Giersch.
In occasione del 1º aprile 2007, Google si prende gioco di G-Mail annunciando l'introduzione di un servizio chiamato "Gmail Paper", che consentirebbe tramite un'icona in Gmail di far stampare e recapitare una copia cartacea delle proprie email.
Dal 19 giugno 2008 l'URL gmail.com non è più deviato sul servizio Google Mail per chi ha un ip tedesco, invece viene visualizzato un breve messaggio di spiegazione.

### Polonia
Nel febbraio 2007 Google ha depositato un'azione legale contro i proprietari di gmail.pl, un gruppo di poeti conosciuti come Grupa Młodych Artystów i Literatów (letteralmente, "Gruppo di Giovani Artisti e Scrittori").

### Regno Unito
Il 19 ottobre 2005 la versione britannica di Gmail è anch'essa stata convertita Google Mail, perché "Gmail" è già un marchio registrato di un'altra compagnia. Come per la versione tedesca viene utilizzato il dominio googlemail.com, ma con alcuni espedienti è possibile avere un indirizzo gmail.com.
Il 4 maggio 2010 Google ha annunciato che il servizio tornerà a chiamarsi Gmail nel Regno Unito e a usare indirizzi @gmail.com.

### Cina continentale
Una compagnia IT chiamata gmail.cn fornisce indirizzi con questo dominio nella Cina continentale.

### Federazione Russa
Un servizio di webmail gratuito chiamato gmail.ru è proprietario del marchio "GMail" in Russia. Gmail.ru è stato creato il 27 gennaio 2003.